# Погребняк Павло Ісидорович
Павло Ісидорович Погребняк (або Погрибнюк) (1865 — ?) — селянський депутат Державної думи Російської імперії I скликання від Волинської губернії.

## Біографія
Православний українець, селянин Острозького повіту Волинської губернії. Випускник народного училища. Був збирачем податків. Займався землеробством. На момент обрання Думу в партіях не перебував.

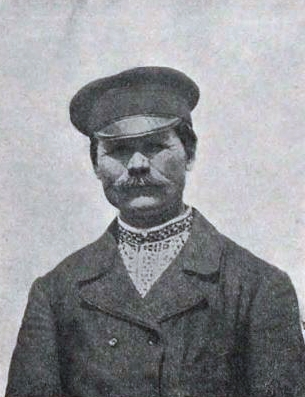
П. І. Погребняк, 1906

15 квітня 1906 р. обраний до Державної думи Російської імперії I скликання від загального складу вибірників Волинського губернського виборчого збору. Політична позиція у Думі визначена як «безпартійний правий», що підтверджують «трудовики» у своєму виданні «Роботи Першої Державної Думи», вони характеризують політичну позицію Погребняка як «Б. пр.», що означає, що «безпартійний, православний» Погребняк оселився на казенній квартирі Єрогіна, так званій «Єрогінській живопирні».
Подальша доля та дата смерті невідомі. Можливо, помер в Ставищанах.